# Alisa Pester
Alisa Pester (* 22. November 1998 in Limbach) ist eine ehemalige deutsche Handballspielerin, die für den deutschen Bundesligisten BSV Sachsen Zwickau auflief.

## Karriere
Alisa Pester begann das Handballspielen beim BSV Limbach-Oberfrohna. Bereits in der D-Jugend wechselte sie in die Jugend des BSV Sachsen Zwickau. 2015 hatte sie ihr Debüt in der 2. Bundesliga. 2021 stieg sie mit dem BSV in die 1. Bundesliga auf und konnte im Folgejahr den Klassenerhalt über die Relegation sichern. Nachdem Zwickau im Jahr 2023 erneut die Klasse in der Relegation gehalten hatte, beendete Pester ihre Karriere. Während ihrer Karriere bestritt sie 197 Pflichtspiele für den BSV Sachsen Zwickau, warf 120 Tore in der Bundesliga sowie 127 Tore in der 2. Bundesliga.

## Privates
Pester studiert Lehramt.